# Alfredo Alcala
Alfredo P. Alcala (* 23. August 1925 in Talisay auf den Philippinen; † 8. April 2000 in Kalifornien, wahrscheinlich San Pedro) war ein philippinischer Comiczeichner, Cartoonist und Maler.

## Leben und Arbeit
Alcala brach als Jugendlicher den Schulbesuch ab, um sich völlig auf seinen Entschluss Künstler zu werden konzentrieren zu können. Nachdem er zunächst Poster, Schilder, Infoblätter und anderes graphisches Werbematerial gestaltet hatte, entwarf er einige Jahre lang für eine Firma der eisenverarbeitenden Industrie Haushalts- und Einrichtungsgegenstände wie Tischlampen, Gartenmöbel und sogar eine Predigerkanzel.
Während des Zweiten Weltkrieges begann Alcala sich verstärkt als Cartoonist zu betätigen. Unter anderem entstanden in dieser Zeit Karikaturen, die sich gegen die japanischen Invasoren seiner Heimat widmeten. „Aktiveren“ Widerstand gegen die japanischen Besatzer leistete er, indem er sein außerordentliches Bildgedächtnis benutzte, um sich bei Spaziergängen und Radfahrten durch seine Heimatstadt und im Umfeld der japanischen Garnisonen die Standorte japanischer Stellungen einzuprägen, sowie die Ausrüstung und die Waffen der Japaner zu studieren und diese – wieder nach Hause zurückgekehrt – aus dem Gedächtnis zu zeichnen. Die so entstandenen Karten und graphischen Repliken japanischer Einrichtungen ließ Alcala schließlich der philippinischen Guerillabewegung zukommen, die sie für ihren Kampf gegen die Japaner nutzte. Von besonderer Bedeutung waren Alcalas originalgetreue Nachzeichnungen aus dem Gedächtnis zumal deswegen, weil die photographische Aufnahme der besagten Einrichtungen aufgrund der Präsenz von Wächtern praktisch nahezu unmöglich und darüber hinaus unter Androhung der Todesstrafe untersagt war.
Inspiriert durch die Arbeiten der Amerikaner Lou Fine, Hal Foster (Prinz Eisenherz) und Alex Raymond (Flash Gordon), sowie des britischen Wandmalers Frank Brangwyn begann Alcala 1948 als hauptberuflicher Zeichner von Comicstrips und -heften zu arbeiten. Seine ersten Arbeiten in diesem Bereich entstanden dabei für das philippinische Comicmagazin Bituin Komiks, gefolgt von zahlreichen Arbeiten für den Verlag Ace Publications, den damals größten Verlag seines Heimatlandes. Zeichnungen Alcalas finden sich in Heften der Serien Filipino Komiks, Tagalaog Klassiks, Espesial Komiks und Hiwaga Komiks der späteren 1940er Jahre.
Binnen weniger Jahre entwickelte Alcala sich so zu einem der Stars der philippinischen Comicbranche, was sich unter anderem in der Benennung eines Comicmagazins nach ihm, dem Alcala Komix Magazine, niederschlug.
1963 gelang es Alcala sich mit dem von ihm geschaffenen Fantasy-Comic Voltar, dem die World Encyclopedia of Comics zugesteht eines der frühesten Beispiele einer epischen Comicreihe zu sein die aus der Vorstellungskraft nur eines Mannes entstanden ist, auf dem US-amerikanischen Comicmarkt, wo Voltar zu einem großen kommerziellen Erfolg wurde, zu etablieren. In den frühen 1970er Jahren begann er dementsprechend für den DC-Verlag, den größten amerikanischen Comicverlag, zu arbeiten, für den er diverse Fantasy- und Horrorserien betreute. Die Arbeit für DC veranlasste ihn außerdem 1976 nach New York überzusiedeln.
In den späteren 1970er und frühen 1980er Jahren folgten Arbeiten als Bleistiftzeichner für die Serien Star Wars und Conan the Barbarian, die zu dieser Zeit bei Marvel Comics erschienen, für die Marvel-Serie Man-Thing, sowie einige Einsätze als Tuscher für Don Newtons Bleistiftarbeiten für die traditionsreiche Serie Batman und die Erwachsenencomics Hellblazer und Swamp Thing. Autoren mit denen er dabei zusammenarbeitete waren unter anderem Alan Moore, Gerry Conway und Len Wein.
In den 1990er Jahren folgten Arbeiten für Zeichentrickproduktionen und Werbefilme, Entwürfe für Spielzeug und schließlich die Rückkehr in die Comicbranche als Zeichner der Serie Swamp Thing. Im April 2000 verstarb Alcala, der eine Frau und mindestens einen Sohn hinterließ, nach langer Krankheit an einem Krebsleiden.